# Ałłaicha
Ałłaicha – rzeka w azjatyckiej części Rosji, w Jakucji; lewy dopływ Indygirki. Długość 563 km; powierzchnia dorzecza 12 400 km².
Źródła w górach Połousny Kriaż; płynie niezwykle krętym biegiem w kierunku wschodnim i północno-wschodnim po Nizinie Jańsko-Indygirskiej; w dorzeczu prawie 4 tys. jezior (zajmują łącznie ponad 6% powierzchni dorzecza).
Zasilanie śniegowo-deszczowe; zamarza od października do maja.